# Richard Strelli

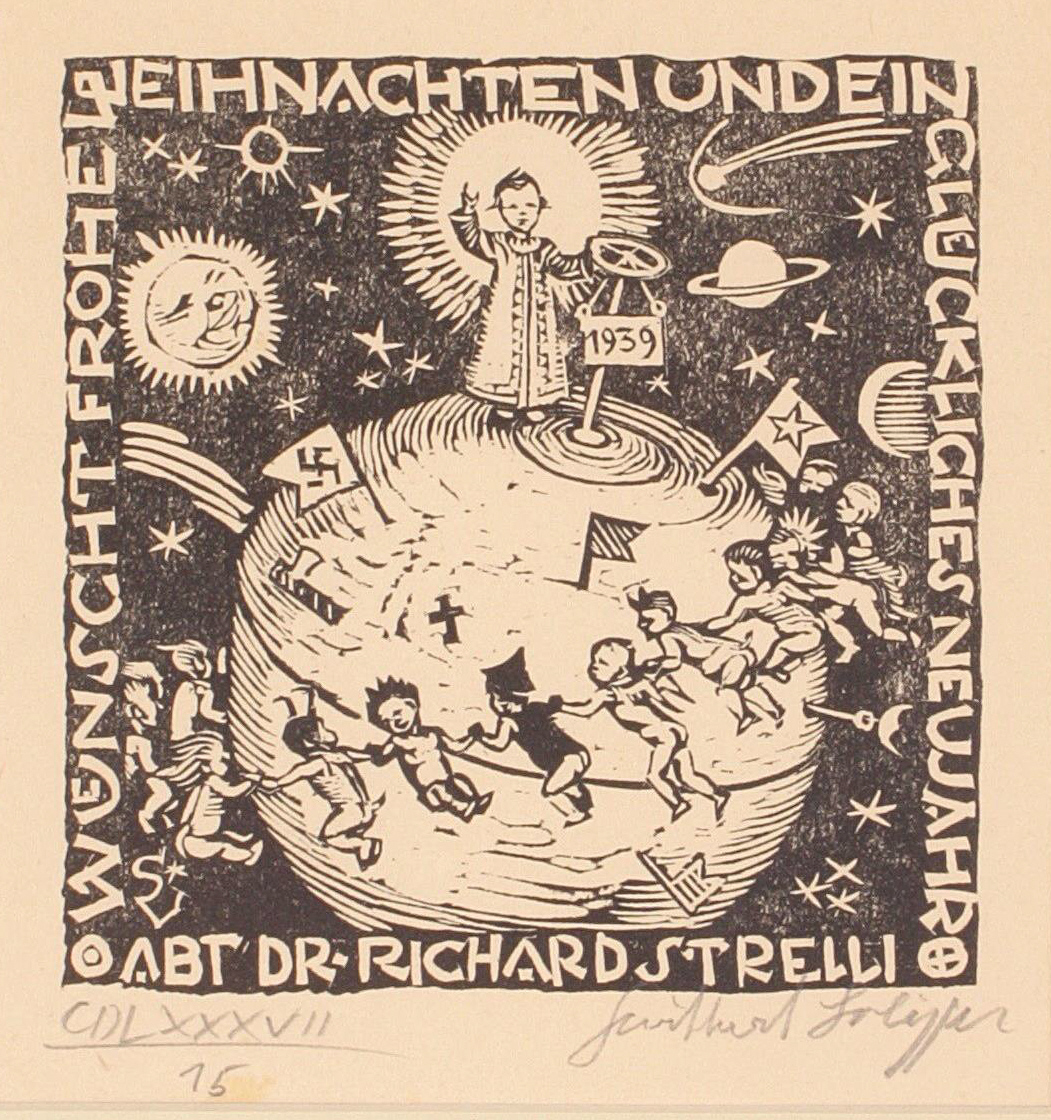
Weihnachts- und Neujahrswunsch, signiert Switbert Lobisser, Holzschnitt: „Abt Dr. Richard Strelli wünscht Frohe Weihnachten und ein glückliches Neujahr“.

Richard Strelli (* 12. Mai 1875 in Triest als Florian Strelli; † 27. September 1940 in Graz) war ein österreichischer Benediktiner und von 1929 bis 1940 Abt des Benediktinerstiftes St. Paul im Lavanttal.

## Leben
Florian Strelli trat 1896 in das Stift St. Paul ein und nahm den Ordensnamen Richard an. 1900 wurde er zum Priester geweiht. Danach studierte er an der Universität Graz alte Sprachen für das Lehramt und unterrichtete dann am Stiftsgymnasium, dessen Leitung er von 1914 bis zu seiner Abtwahl 1929 hatte. Neben seiner Unterrichtstätigkeit setzte er sich besonders für die Erwachsenenbildung ein. 1933 gliederte er dem Stiftsgymnasium ein Realgymnasium an. 1935 bis 1936 wurde die Stiftskirche renoviert. Sein Interesse an der Frühgeschichte des unteren Lavanttals führte zu mehreren Ausgrabungen, die er persönlich leitete, und zur Eröffnung eines Museums für ur- und frühgeschichtliche Funde, dessen Bestände nach der Stiftsaufhebung teilweise zerstreut wurden. Von 1930 an war Strelli auch Konservator für das Fundwesen im Bezirk Wolfsberg.
Seit dem Anschluss Österreichs an das Deutsche Reich 1938 war das Stift zunehmendem Druck durch die staatlichen Behörden ausgesetzt, gegen den sich Strelli erfolglos zur Wehr setzte. Das Stiftsgymnasium wurde geschlossen und die Aufhebung des Klosters verfügt, der Vollzug aber bis nach Strellis Tod 1940 ausgesetzt.
Strelli hinterließ zahlreiche wissenschaftliche Beiträge in einschlägigen Fachzeitschriften.
Seit 1901 war er Mitglied der katholischen Studentenverbindung KÖHV Carolina Graz.

## Werke
- Quaestiones Catullianae. Dissertation, Universität Graz, 1906 (handschriftlich)